# Лостін (герб)
Лостін (пол. Lostin, Lastke, Loske, Losthin, Lostke, Leliwa odmienny) — шляхетський герб кашубського походження, що на думку Пшемислава Прагерта є різновидом герба Леліва.

## Опис герба
Опис з використанням принципів блязонування, запропонованих Альфредом Знамієровським:
У синьому полі срібний півмісяць з профілем (очима вліво), над яким золота зірка. Клейнод: над шоломом без корони золота зірка. Намет блакитний, підбитий сріблом.

## Історія
Уперше герб згадується на карті Помор'я Лубинуса від 1618 року. Інші автори, які його згадують: Баґмігл (Pommershes Wappenbuch), Ледебур (Adelslexikon der preussiche Monarchie von...), Зерницький (Die polnischen Stamwappen, Der polnische Adel) і Северин Уруський (Rodzina. Herbarz szlachty polskiej).

## Сім'я Лостинів
Дрібношляхетська родина проживала в слупській землі. Перші згадки про рід сягають кінця XVI століття: 1575, 1601 (Lossgen), 1618 (Loisteken) і належать до прав сім'ї в частині села Варгово. Наступні згадки — 1680-го (Georg Ewald von Lostin), 1743-го (Ernst Friedrich von Losthin), 1744-го (Franz Jakob von Lostin), 1805-го (Wilhelm Gneomar i Michael Heinrich von Losthin) років. Міхаель, військовий і патріот, помер у 1839 році і був останнім чоловічим нащадком роду. Рід згас у 1848 разом зі смертю вдови Тєтж (Tietz) фон Лостін. Сім'я служила переважно в прусській армії. Невизначений майор Лостін (може бути, Майкл Генріх, або Вільгельм Днеомар) був побитий у сутичці під Щавнемом поблизу Валбжиха через загін польських легіонерів, повертаючись в 1807 з Італії. Через схожість гербів можлива спорідненість Лостінів з Малщинськими (Małszyckimi), Варговськими (Wargowskimi) і Пьотрочами (Piotrochami).

## Гербовий рід
Лостіни (Lostin, Lastke, Loistek, Loske, Losken, Lossgen, Losthin, Lostke).